# Анжела Кютрон
Анжела Кютрон (фр. Angela Cutrone) — канадська ковзанярка, що спеціалізувалася в шорт-треку, олімпійська чемпіонка.
Золоту олімпійську медаль та звання олімпійського чемпіона Кютрон виборола на Альбервільській олімпіаді 1992 року в складі канадської естафетної команди в естафеті 3000 метрів. На наступній Олімпіаді в Ліллегаммері вона була запасною в команді, що посіла друге місце, але не отримала срібної медалі. 

## Зовнішні посилання
- Досьє на sports-reference.com

## Виноски
1. ↑  Albertville 1992 Official Report (PDF). Le Comite d'Organisation des Jeux Olympiques Albertville. LA84 Foundation. 1992. Архів оригіналу (PDF) за 26 лютого 2008. Процитовано 16 січня 2014. [Архівовано 26 лютого 2008 у Wayback Machine.]